# Inga tapajozensis
Inga tapajozensis är en ärtväxtart som beskrevs av Adolpho Ducke. Inga tapajozensis ingår i släktet Inga och familjen ärtväxter. Inga underarter finns listade i Catalogue of Life.